# Pazardzjik (oblast)
Pazardzjik (Bulgaars: Област Пазарджик) is een oblast in het zuidwesten van Bulgarije. De hoofdstad is het gelijknamige Pazardzjik en de oblast heeft 254.479 inwoners (2018).

## Bevolking
Op 31 december 2018 telt de oblast Pazardzjik 255.479 inwoners, waarvan 160.414 in steden wonen en 95.065 in dorpen op het platteland. De urbanisatiegraad bedraagt zo’n 62,8%.
De oblast bestaat uit twaalf gemeenten. De dichtstbevolkte gemeenten zijn  Pazardzjik en Velingrad: in deze twee gemeenten woont de meerderheid van de bevolking van de oblast.
| Pazardzjik     | 78 671 | 88 904 | 106 559 | 118 160 | 128 974 | 133 685 | 127 900 | 114 817 | 107 505 |
| Velingrad      | 20 299 | 27 534 | 30 640  | 35 380  | 37 564  | 38 281  | 37 728  | 35 757  | 33 787  |
| Septemvri      | 31 818 | 33 356 | 32 725  | 33 092  | 33 107  | 32 263  | 29 872  | 25 794  | 23 620  |
| Panagjoerisjte | 27 350 | 28 503 | 31 791  | 33 146  | 33 825  | 32 599  | 29 818  | 25 263  | 22 547  |
| Pesjtera       | 12 955 | 18 314 | 17 940  | 20 558  | 22 029  | 22 233  | 22 037  | 18 899  | 17 716  |
| Rakitovo       | 9 861  | 12 095 | 12 825  | 13 925  | 15 031  | 15 764  | 15 868  | 15 064  | 14 479  |
| Bratsigovo     | 14 790 | 15 643 | 15 441  | 14 618  | 13 411  | 12 514  | 11 596  | 9 648   | 8 530   |
| Belovo         | 13 405 | 14 184 | 15 021  | 14 724  | 14 191  | 12 428  | 11 069  | 8 891   | 7 623   |
| Batak          | 8 779  | 13 758 | 10 542  | 9 445   | 8 585   | 7 639   | 7 189   | 6 144   | 5 368   |
| Lesitsjovo     | 13 576 | 12 239 | 10 701  | 9 444   | 8 030   | 7 289   | 6 633   | 5 408   | 5 119   |
| Sarnitsa       | 2 318  | 3 011  | 4 216   | 3 987   | 4 539   | 4 778   | 4 994   | 4 950   | 4 712   |
| Streltsja      | 10 563 | 9 657  | 8 240   | 7 527   | 6 902   | 6 650   | 6 019   | 4 913   | 4 473   |

#### Religie
De grootste religie in Pazardzjik en omgeving is het christendom. Volgens de volkstelling van 2011 is ongeveer 76,2 procent van de bevolking lid van de Bulgaars-Orthodoxe Kerk. Verder is zo'n 1,5 procent protestants, voornamelijk onder de etnische  Roma, en 0,4 procent is  katholiek.
Er is een significante islamitische gemeenschap. Zij vormen 11,5 procent van de bevolking en bestaan zowel uit etnische  Turken, Bulgaren (ook wel Pomaken genoemd) en zigeuners. In tegenstelling tot de Pomaken in het zuidoosten van Bulgarije (de oblasten Smoljan en Kardzjali) zijn de Pomakan in oblast Pazardzjik (en in oblast Blagoëvgrad) vrij religieus en erg traditioneel qua gewoonten en gebruiken. Relatief gezien wonen de meeste moslims in de gemeenten Velingrad (43,8 procent van de bevolking) en Batak (43,6 procent van de bevolking). Tevens hebben de gemeenten Rakitovo (16,7 procent) en Pesjtera (15,9 procent) ook een vrij grote moslimminderheid.
Ongeveer 6,7 procent heeft geen religie.

## Gemeenten
| - Batak - Belovo - Bratsigovo - Lesitsjovo - Panagjoerisjte - Pazardzjik |  | - Pesjtera - Rakitovo - Sarnitsa (sinds 1 januari 2015) - Septemvri - Streltsja - Velingrad |

Blagoevgrad · Boergas · Chaskovo · Dobritsj · Gabrovo · Jambol · Kjoestendil · Kardzjali · Lovetsj · Montana · Pazardzjik · Pernik · Pleven · Plovdiv · Razgrad · Roese · Silistra · Oblast Sofia · Sofia-Hoofdstad · Sjoemen · Sliven · Smoljan · Stara Zagora · Targovisjte · Varna · Veliko Tarnovo · Vidin · Vratsa